# 안녕 계곡
안녕 계곡(さよなら渓谷, The Ravine of Goodbye)은 일본에서 제작된 오모리 타츠시 감독의 2013년 서스펜스, 드라마 영화이다. 마키 요코 등이 주연으로 출연하였다.

## 출연

### 주연
- 마키 요코
- 오니시 시마
- 오모리 나오
- 스즈키 안

### 조연
- 츠루타 마유
- 아라이 히로후미
- 이케우치 만사쿠
- 키노 하나
- 휴가 죠
- 타카노 하루키

## 제작진
- 원작자: 요시다 슈이치